# جوانا کرنز
جوانا کرنز (انگلیسی: Joanna Kerns؛ زادهٔ ۱۲ فوریهٔ ۱۹۵۳) یک هنرپیشه، و کارگردان اهل ایالات متحده آمریکا است. وی از سال ۱۹۷۶ میلادی تاکنون مشغول فعالیت بوده‌است.
از فیلم‌ها یا برنامه‌های تلویزیونی که وی در آن نقش داشته است می‌توان به باردار و گدایان و انتخاب‌کنندگان اشاره کرد.